# Abies hickelii
Abies hickelii (ялиця Хікеля, ісп. oyamel, pinabete) — вид ялиць родини соснових. Видовий епітет вшановує пам'ять англо-французького ботаніка, дендролога Поля Роберта Хікеля (1865–1935).

## Систематика
Abies hickelii зазвичай ділиться на різновид і підвид: 
- Abies hickelii ssp. hickelii статус EN.
- Abies hickelii var. oaxacana статус NT.

## Поширення, екологія
Країни поширення: Мексика (Чьяпас, Герреро, Оахака, Пуебла, Веракрус). Обидві варіації цього виду зустрічаються у високих горах субтропічного поясу на півдні Мексики, на висоті від 2500 м до 3000 м над рівнем моря. Ґрунти мають вулканічне походження. Клімат прохолодний, вологий, океанічний, з дощем в основному в зимовий період. Є деякі чисті популяції на найвищих відмітках, але цей вид зазвичай змішують з високогірними сосновими, наприклад Pinus montezumae, Pinus pseudostrobus, Pinus ayacahuite, а також з Cupressus lusitanica і Quercus. Кущовий шар складають Vaccinium, Andromeda, Ribes і Fuchsia.

## Опис
Росте як вічнозелене дерево, яке може досягти висот від 20 до 30 метрів. Утворює неправильної форми крону. Сіра кора розрізана на квадратні пластини. Злегка волохаті кора гілок від темно-коричневого до червонуватого кольору. Сферичні злегка овальні бруньки смолисті.
Листки мають довжину від 1,5 до 3,2 сантиметрів і ширину від 1 до 1,5 міліметрів. Пік часто зубчастий. Голки зверху глянцеві темно-зелені й синьо-зелені знизу.
Шишки циліндрично-довгасті, на довгій, близько 1 см ніжці, злегка смолисті, від темно-коричневого до фіолетово-коричневого кольору довжиною від 7 до 12 дюймів і діаметром від 3,5 до 7 см. У насіння довжиною 6-7 мм є оранжево-жовті крила 1,3 см довжини.

## Використання
Це рідкісний вид. Експлуатація на деревину є незначною і використання є локальним, в основному для побутових цілей. У розведенні вкрай рідкісний і лише в деяких дендрологічних колекцій в країнах з м'яким кліматом, наприклад на півдні Франції.

## Загрози та охорона
Вирубка може мати певний вплив на цей вид.